# Hammam turc à Vranje
Le hammam turc à Vranje (en serbe cyrillique : Турски амам у Врању ; en serbe latin : Turski amam u Vranju) se trouve à Vranje, dans le district de Pčinja, en Serbie. Il est inscrit sur la liste des monuments culturels de grande importance de la République de Serbie (identifiant no SK 285),,.

## Présentation

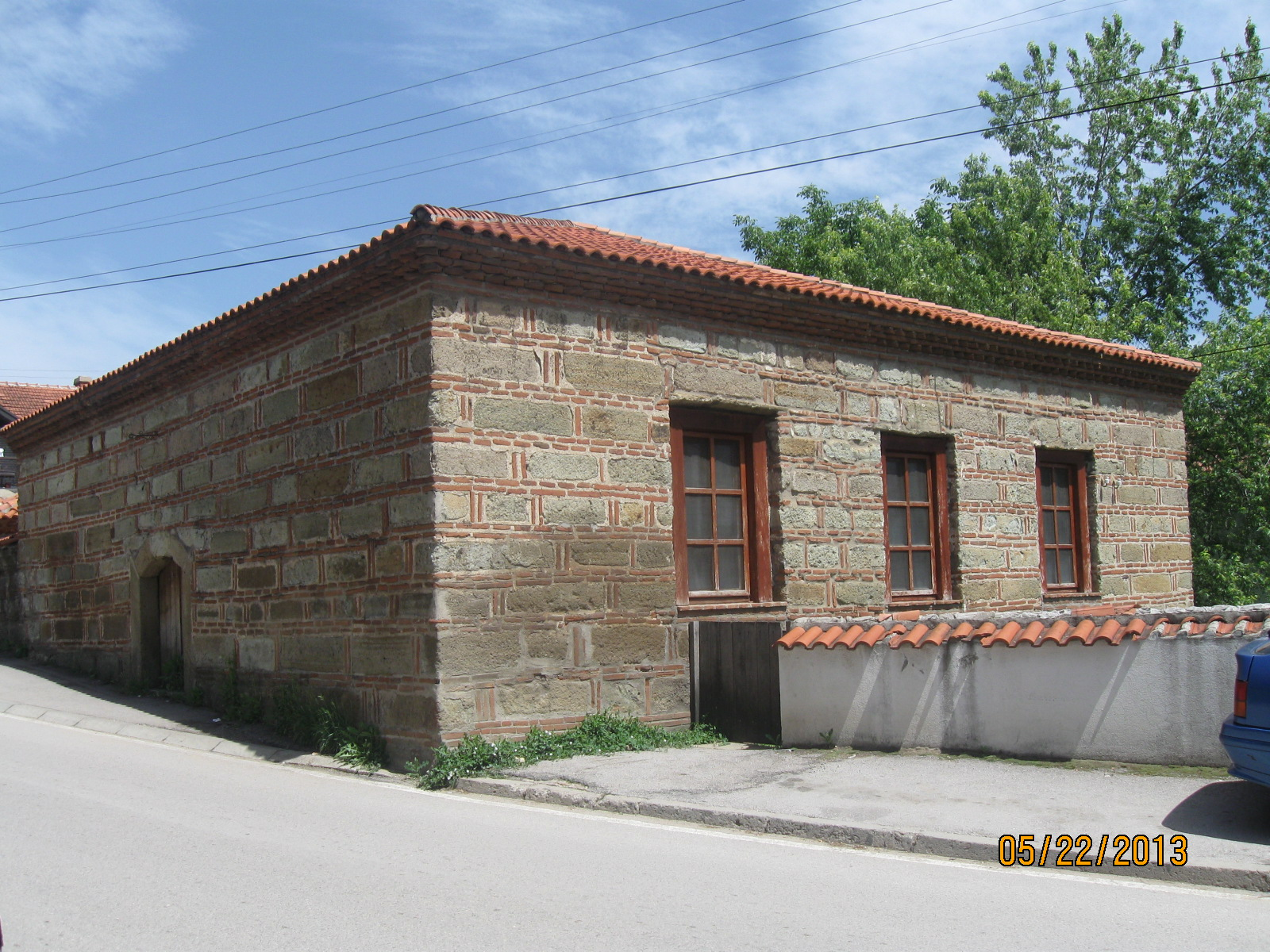
Autre vue du hammam.

Le bâtiment, situé dans l'actuelle rue Kralja Milana au no 24, a été construit à la fin du XVIIe siècle,, sans doute vers 1690. Il appartient aux hammams de ville en une partie, c'est-à-dire où les hommes et les femmes devaient se baigner alternativement dans le même espace de bain,.
Bien que construit relativement tard par rapport à d'autres, le hammam de Vranje s'inscrit dans un plan cruciforme proche des solutions architecturales les plus anciennes des bains turcs en général,. L'édifice est construit en pierres de taille et en briques ; son toit, recouvert de tuiles, est surmonté de cinq dômes avec des oculus de verre qui éclairent l'espace intérieur,. L'intérieur du hammam se compose d'un vestiaire, d'un bain et d'un réservoir d'eau,.
Le bâtiment a été restauré mais il n'est pas ouvert aux visiteurs.

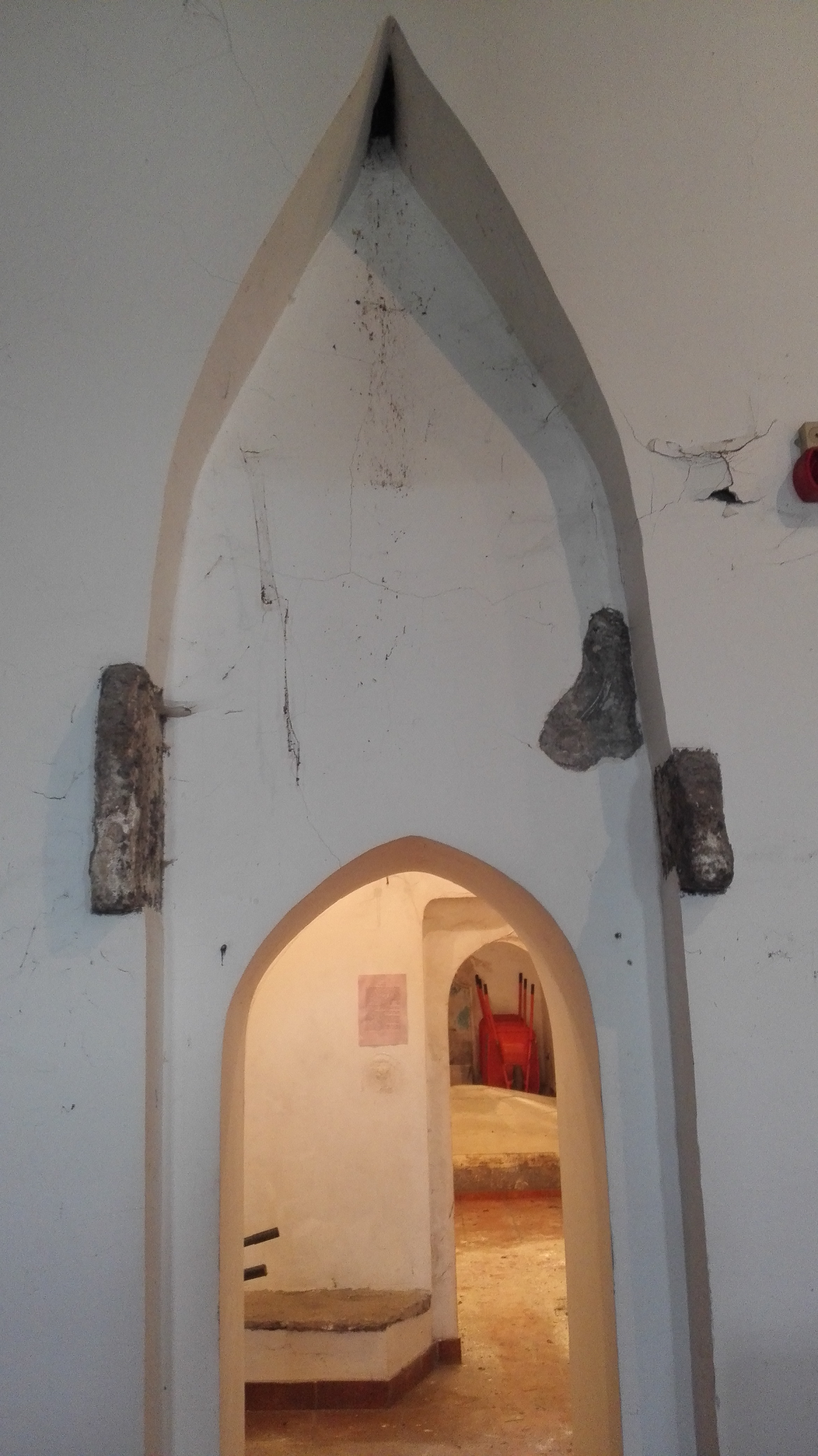
L'intérieur du hammam.
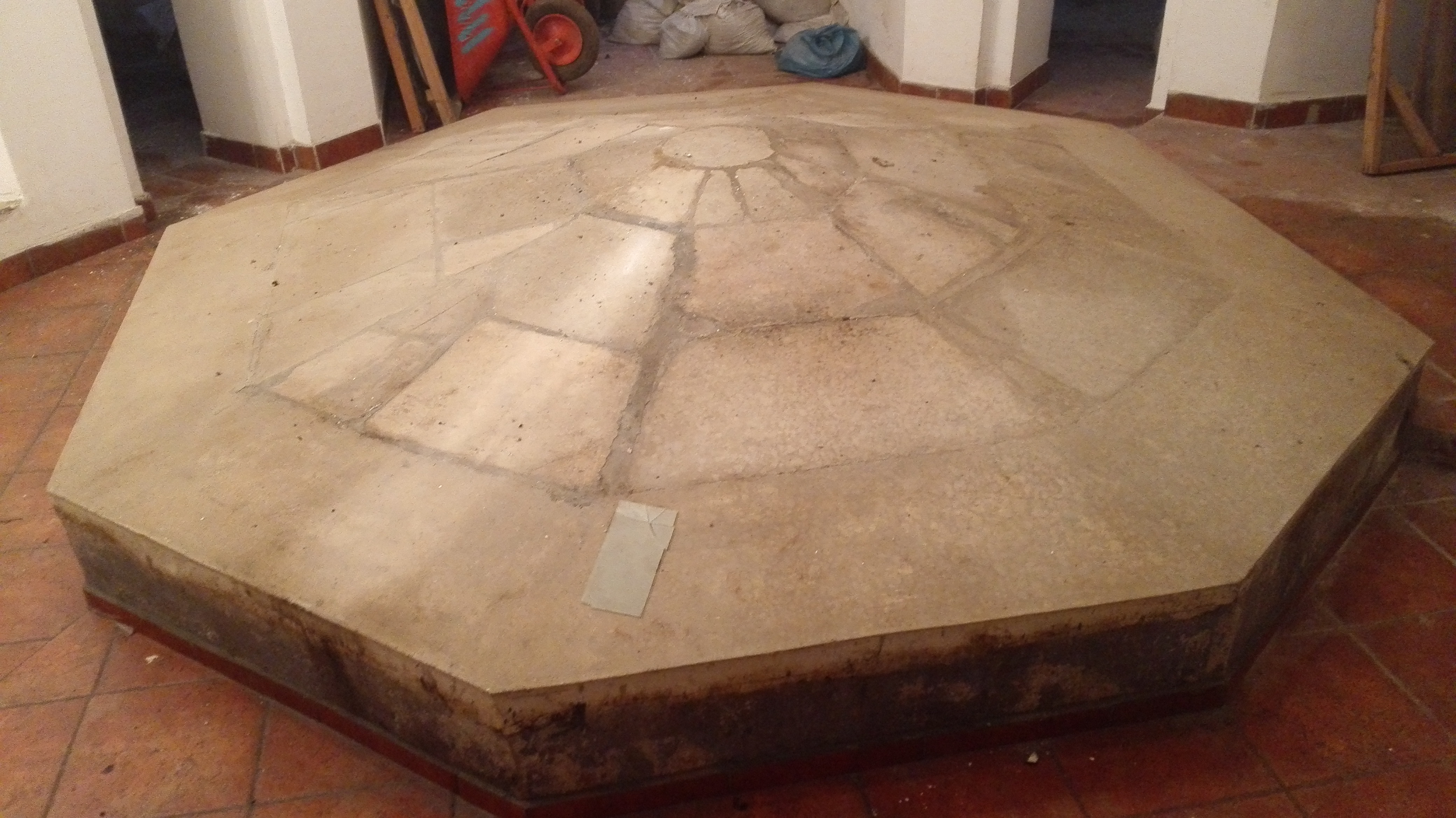
L'espace central.
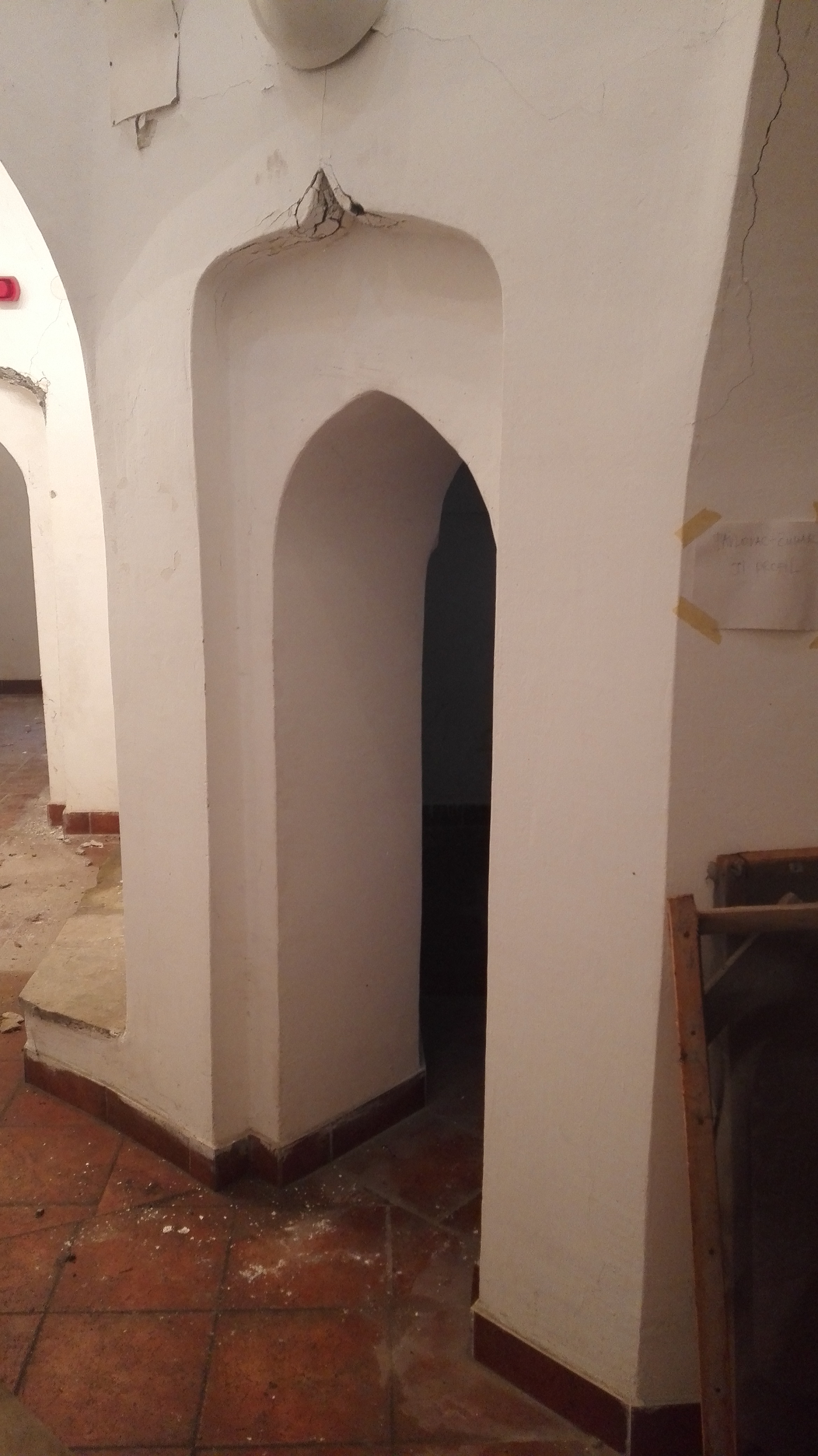
Autre vue de l'intérieur du hammam.